# Go Too Far
Go Too Far è il terzo singolo estratto dall'album di Jibbs Jibbs feat. Jibbs. È stato pubblicato nel 2007. La canzone è realizzata in collaborazione con la cantante delle Pussycat Dolls Melody Thornton.
La canzone è stata scritta da Janet Jackson, Melanie Andrews e Terry Lewis, con la partecipazione di Nelly.

## Video
Il video è stato diretto da Meiert Avis e mostra Jibbs e Melody durante una festa a Venice Beach.